# Чужие игры
«Чужие игры» (арм. Օտար խաղեր) — советский фильм 1986 года снятый на киностудии «Арменфильм» режиссёрами Нерсесом Оганесяном и Тиграном Левоняном.

## Сюжет
Арам — успешный молодой управленец, у него квартира в Ереване с зарубежной мебелью, спортивная красная иномарка «Форд Мустанг», красавица жена Ашхен. Но ему очень хочется поехать в зарубежную командировку в Париж. Чтобы его отправили в поездку он всячески демонстрирует лояльность руководству и «нужными» людям, и пара оказывается вовлечена в чужие игры, что ставит под угрозу отношения между ними.
Вначале, продав мебель, и на вырученные деньги устроив шикарный банкет, Араму удаётся завоевать расположение своего шефа Асланяна и коллектива. А поставив болезненную прививку за министра Дрампяна — угодить и ему. Но на банкете Арам приглянулся жене шефа, и вынуждено вступает в с ней в интимную связь. Шеф узнаёт об интрижке, и Арам знает об этом и уже не надеется на командировку, но Асланян выдаёт Араму разрешение на выезд за границу, говоря, что тот должен благодарить Ашхен, которая была ласкова с его другом, министром Дрампяном.
Узнав об измене Ашхен, Арам рвет выездные документы, устраивает жене скандал. После всего Арам и Ашхен начинают осознавать произошедшее…

Надо ли говорить, что в финале фильма, Когда «тактика» супругов приводит к успеху и им предлагают собираться в далекий путь, мы становимся свидетелями крушения семейного счастья?! Рушится доверие, дает трещину любовь, пропадает всякое желание ехать куда-либо.— Кино Армении / Гаспарян Альберт Амаякович. — Крон-пресс, 1994. — 415 с. — стр. 81

## В ролях
- Роланд Тер-Макаров — Арам
- Сати Саанянц — Ашхен
- Алла Туманян — Нелли
- Фрунзе Довлатян — Асланян
- Армен Джигарханян — Дрампян
- Левон Абрамян — Агавард, отец Арама
- Рафаэль Котанджян — «Голубчик»
- Генрих Алавердян — Каро
- Леонард Саркисов — Седрак, отец Ашхен
- Нонна Петросян — Забел, мама Ашхен
- Люся Оганесян — Сируш

В эпизодах: Варфоломей Ехшатян, Георгий Мовсесян, Александр Оганесян, Эмилия Черепанова-Микоян, Алла Варданян и другие.

## Критика
С. Г. Асмикян отмечая, что в профессиональном смысле фильм небезупречен, и не очень последователен в сюжете, в целом давал такое заключение: 
«фильм для меня лично не очень убедителен в целом, хотя очень симпатичен в деталях».